# Елемаг
Елемаг, по-късно известен като Елинагос Франтцес (на гръцки: Ἐλίναγος ὁ Φραντζὴς) е български болярин от времето на Първото българско царство, управлявал в името на цар Самуил крепостта Белиград (дн. Берат в Южна Албания).
Елемаг е сред последните защитници на българската независимост. След 1018 г. се съпротивлява на византийците и заедно с войводата Гавра правят неуспешен опит за вдигане на въстание през 1019 г. В крайна сметка Елемаг е принуден да предаде твърдината си, за което получава от Василий II титлата „патриций“ и правото да живее в Солун.

## Памет
На Елемаг е наречена улица в квартал „Изгрев“ в София (Карта). Името на Елемаг носи морският нос Елемаг на остров Ливингстън, Южни Шетлъндски острови, Антарктика, както и улица в София, район Изгрев.